# Вона танцювала лише одне літо
Вона танцювала лише одне літо (швед. Hon dansade en sommar) — шведська драма 1951 року режисера Арне Маттссона. Фільм отримав Золотого ведмедя на Берлінському кінофестивалі 1952 року.

## Сюжет
Студент Йоран Стендаль щойно склав іспити і проводить літні канікули у свого дядька Андерса Перссона в сільській місцевості. Незабаром після приїзду він знайомиться з дівчиною з ферми Керстін. Вони закохуються один в одного. Сільська громада дивиться на їхні стосунки з підозрою. Дядько Андерс розуміє стосунки Ґорана та Керстін, але батьки Керстін і місцевий пастор категорично проти. Пастор вважає, що людина схильна до всякого зла, і забороняє, серед іншого, використовувати школу для молодіжних вечірок.

## У ролях
- Улла Якобссон